# Cladanthus
Cladanthus es un género de plantas con flores perteneciente a la familia Asteraceae. Tiene diez especies descritas y de estas, solo 5 aceptadas. Es originario de la región del Mediterráneo.

## Taxonomía
El género fue descrito por Alexandre Henri Gabriel de Cassini y publicado en Bull. Sci. Soc. Philom. Paris 1816: 199. 1816.

## Especies aceptadas
A continuación se brinda un listado de las especies del género Cladanthus aceptadas hasta noviembre de 2013, ordenadas alfabéticamente. Para cada una se indica el nombre binomial seguido del autor, abreviado según las convenciones y usos.
- Cladanthus arabicus (L.) Cass.
- Cladanthus eriolepis (Coss. ex Maire) Oberpr. & Vogt
- Cladanthus flahaultii (Emb.) Oberpr. & Vogt
- Cladanthus mixtus (L.) Oberpr. & Vogt
- Cladanthus scariosus (Ball) Oberpr. & Vogt